# Franziska Hager
Franziska Hager (* 27. Juni 1874 in Traunstein; † 17. September 1960 in München) war eine Heimatschriftstellerin aus dem Chiemgau.

## Leben
Franziska Hager war eine Tochter eines Dorfschulmeisters und einer Kleinhändlerin, sie hatte 8 Geschwister. Sie lernte Schneidern und wurde dann als Volksschullehrerin in Prien a. Chiemsee, Bernbeuren und München tätig. Nach ihrer frühzeitigen Pensionierung aus gesundheitlichen Gründen 1904 lebte sie als freie Schriftstellerin in München. Dort wurde ihre Wohnung während des Ersten Weltkriegs zu einem Treffpunkt für Künstler, Intellektuelle und Literaten. In dieser Zeit lernte sie auch ihren Mentor und späteren Lebensgefährten Franz Xaver Osterrieder kennen, mit dem sie ab 1920 bis zu seinem Tod zusammenlebte.

## Werk
Literarisch an die Öffentlichkeit trat Franziska Hager zunächst mit Dramen, darunter Die Priesterin (1917) und Abigail (1919). Ihr Opernlibretto Thamar (1922) wurde von Wilhelm Mauke vertont, ebenso wie einige ihrer Gedichte. Größere Bekanntheit und ihren Ruf als Chiemgauer Heimatschriftstellerin erwarb sie sich in den 1920er Jahren mit autobiographisch geprägter Prosa (Der Dorfschullehrer, 1923; Schulmeisterkinder, 1929) sowie mit heimatkundlichen und kulturgeschichtlichen Werken wie An der Herdflamme der Heimat (1927). Ihr zweitausendseitiges Hauptwerk, eine volkskundliche Kulturgeschichte des Chiemgaus mit dem Titel Meine Erde, an dem sie ab 1934 fast zehn Jahre lang schrieb, blieb jedoch unveröffentlicht.

## Ehrungen
Am 20. Januar 1958 wurde ihr das Bundesverdienstkreuz am Bande verliehen, am 31. März 1959 erhielt sie für ihre Verdienste um die Region den Ehrenring der Stadt Traunstein und am 27. Juni 1959 trug ihr Prien die Ehrenbürgerschaft an.
In Prien wurde am 4. Mai 1979 die neu gebaute Grund-, Haupt- und Förderschule nach ihr benannt. Nach einer Schulreform trägt sie nun den Namen „Franziska-Hager-Grund- und Mittelschule“. Darüber hinaus trägt auch die angrenzende Straße ihren Namen.